# Mauritius International 2019
Die Mauritius International 2019 im Badminton fanden als offene internationale Meisterschaften von Mauritius vom 13. bis zum 16. Juni 2019 in Quatre Bornes statt.

## Sieger und Platzierte
| Disziplin    | Gold                                        | Silber                                   | Bronze                                                      |
| ------------ | ------------------------------------------- | ---------------------------------------- | ----------------------------------------------------------- |
| Herreneinzel | Goh Giap Chin                               | Christian Kirchmayr                      | B. R. Sankeerth                                             |
| Herreneinzel | Goh Giap Chin                               | Christian Kirchmayr                      | Fabio Caponio                                               |
| Dameneinzel  | Thet Htar Thuzar                            | Airi Mikkelä                             | Sai Uttejitha Rao Chukka                                    |
| Dameneinzel  | Thet Htar Thuzar                            | Airi Mikkelä                             | Louisa Ma                                                   |
| Herrendoppel | Boon Xin Yuan Qar Siong Yap                 | Adham Hatem Elgamal Ahmed Salah          | Filip Budzel Robert Mann                                    |
| Herrendoppel | Boon Xin Yuan Qar Siong Yap                 | Adham Hatem Elgamal Ahmed Salah          | Godwin Olofua Anuoluwapo Juwon Opeyori                      |
| Damendoppel  | Kasturi Radhakrishnan Venosha Radhakrishnan | Aurelie Marie Elisa Allet Kobita Dookhee | Aminath Nabeeha Abdul Razzaq Fathimath Nabaaha Abdul Razzaq |
| Damendoppel  | Kasturi Radhakrishnan Venosha Radhakrishnan | Aurelie Marie Elisa Allet Kobita Dookhee | Anjali Bhujun Lorna Bodha                                   |
| Mixed        | Vinson Chiu Breanna Chi                     | Howard Shu Paula Obanana                 | Adham Hatem Elgamal Doha Hany                               |
| Mixed        | Vinson Chiu Breanna Chi                     | Howard Shu Paula Obanana                 | Aatish Lubah Aurelie Marie Elisa Allet                      |